# Karl-Heinz Lüdtke
Karl-Heinz Lüdtke (* 19. April 1954; † 29. August 2013) war Fußballspieler in der DDR. Für den FC Hansa Rostock spielte er in der Oberliga, der höchsten Spielklasse des DDR-Fußballverbandes.

## Sportlicher Werdegang
Die Jahre 1972 und 1973 waren Köhlers erfolgreichste Zeit seiner Fußball-Laufbahn. Als Juniorenspieler des FC Hansa Rostock gehörte er 1972 zum Kader der DDR-Junioren-Nationalmannschaft. Mit ihr bestritt er im Frühjahr 1972 fünf Länderspiele, in denen er als Mittelfeldspieler eingesetzt wurde. Zu seinem ersten Spiel im Männerbereich kam Lüdtke mit der in der zweitklassigen DDR-Liga spielenden 2. Mannschaft des FC Hansa am 16. April 1972. In Spiel der 21. Meisterschaftsrunde 1971/72 Nord Torgelow – Hansa II (1:1) wurde er als Linksaußenstürmer aufgeboten. Sieben Monate später gab er am 15. November 1972 seinen Einstand in der Oberliga. In der Begegnung des 9. Spieltages der Saison 1972/73 Wismut Aue – Hansa (2:0) wurde Lüdtke in der 76. Minute eingewechselt. In dieser Spielzeit kam er in zehn Oberligaspielen zum Einsatz, von denen er allerdings nur zwei Spiele über die volle Distanz bestritt. Mit 17 von 22 möglichen Punktspieleinsätzen gehörte Lüdtke 1972/73 in der Regel als Linksaußenstürmer zum Spielstamm der 2. Mannschaft. In der Saison 1973/74 spielte er nur zweimal in der 2. Mannschaft. In den nachfolgenden Jahren wurde Lüdtke weder in der 1. noch in der 2. Mannschaft des FC Hansa Rostock aufgeboten und kam auch in anderen höherklassigen Mannschaften nicht mehr zum Einsatz. Lüdtke spielte in den Jahren 1972 und 1973 30-mal in Punktspielen für den FC Hansa. Darunter waren zehn Oberligaspiele, in denen er ein einziges Tor erzielte. Mit der 1. Mannschaft bestritt er zusätzlich vier Spiele im DDR-Fußballpokal.